# Нерелло капуччо

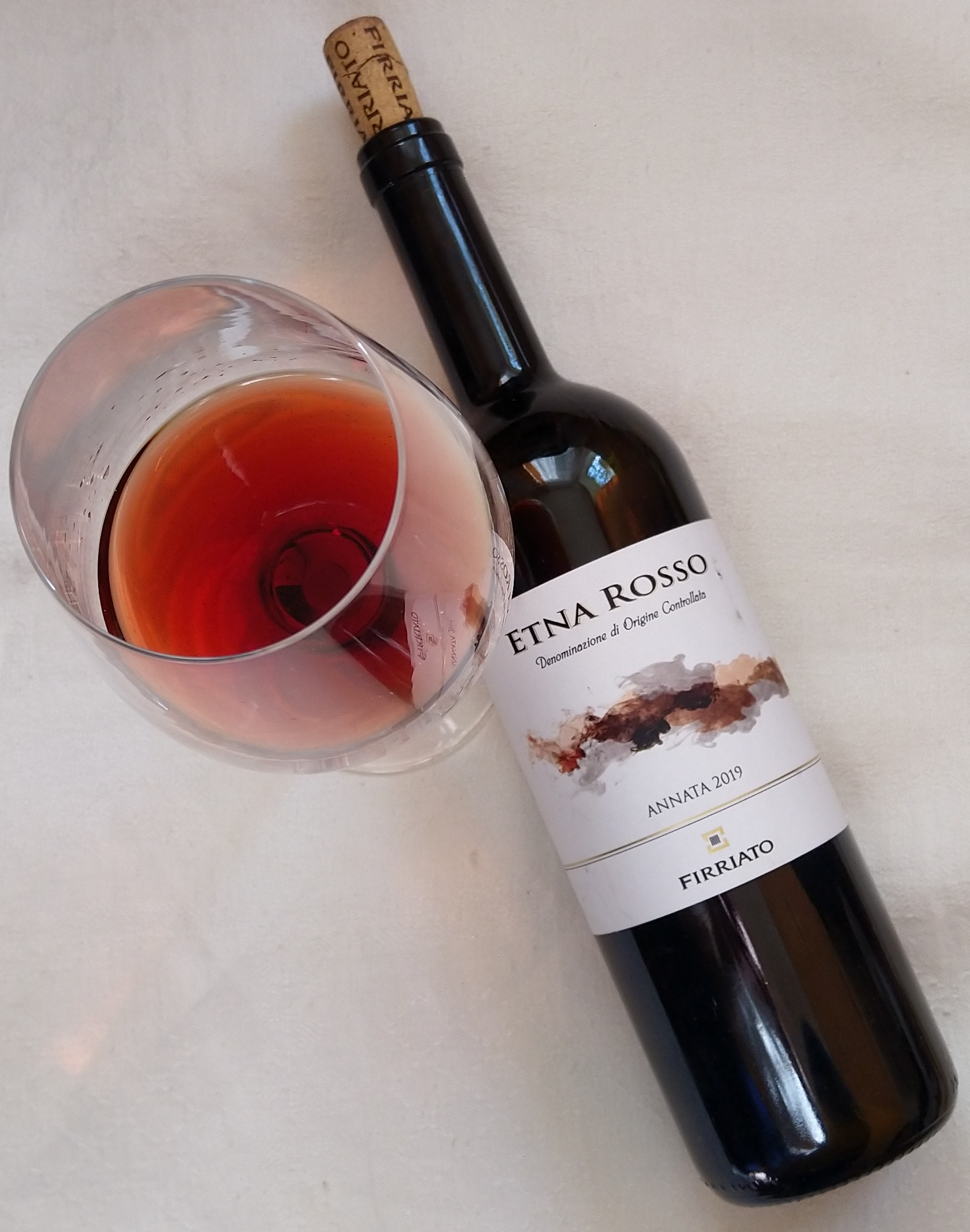
Сицилійське вино — купаж нерелло маскалезе та нерелло капуччо

Нерелло капуччо (італ. Nerello Cappuccio) — італійський технічний сорт червоного винограду.

## Географія
Сорт є автохтонним сортом Сицилії, вирощується здебільшого на схилах вулкана Етна, у однойменній виноробній зоні. Також вирощується в інших регіонах Сицилії та в невеликій кількості в Калабрії.

## Характеристики сорту
Період збору врожаю — третя декада серпня, перша декада вересня. Має досить добру стійкість до хвороб та шкідників.

### Ботанічний опис
Квітка куляста, середнього розміру, двостатева. Колір віночка зелений або цегляно-червоний. Лист середній, округлий, трилопатевий (з двома іншими ледь помітними частками). Верхня сторона темно-зеленого кольору, поверхня хвиляста, непрозора, гола. Нижня сторона світло-зеленого кольору, злегка опушена (жилки 1-го і 2-го порядку голі). Зубці в основному правильні, виражені, з опуклими краями й широкою основою. Черешок — середній, середнього розміру, голий. Осінній колір листя — дуже світло-зелений.
Технічно стигле гроно середнє або невелике, пірамідальної форми. На вигляд компактне. Квітконос не дуже помітний, трав'янистий, середнього розміру, зеленого кольору.
Ягода середня, куляста, правильної форми, з правильним перерізом (майже округла). Синьо-чорна шкірка, рівномірно розподілена, міцна. Соковита і м'яка м'якоть, з простим і злегка кислуватим смаком. Сік безбарвний. Відділення плодоніжки від винограду утруднене.
Насіння — середня кількість два на ягоду. Форма грушоподібна з тонким, середнього розміру дзьобом.

## Характеристики вина
Нерелло капуччо часто додають в купаж з іншим місцевим сортом — Нерелло Маскалезе. Нерелло капуччо додає вину кольору та пом'якшує смак. В результаті отримують високоякісні, складні вина з м'якими танінами, приємною кислотністю та мінеральними нотами. Зазвичай мають високий вміст алкоголю (13-14 °) та гарний потенціал для витримки. Колір вина не дуже насичений. Моносортові вина з цього сорту зустрічаються не часто. Крім червоних з нього виготовляють також рожеві вина.